# Forêt nationale de Kootenai
La forêt nationale de Kootenai est une forêt fédérale protégée située dans l'État du Montana, aux États-Unis.
Elle s'étend sur une surface de 9 000 km2 et a été créée en 1907.